# تشاي جين يي
تشاي جين يي (في اللغة الصينية: 蔡 进 一 ؛ مواليد 1961) عالم رياضيات وعالم كمبيوتر صيني أمريكي. وهو أستاذ علوم الكمبيوتر، وأستاذ ستينبوك في العلوم الرياضية  في جامعة ويسكونسن ماديسون. تتركز بحوثه في علوم الكمبيوتر النظرية، وخاصة نظرية التعقيد الحسابي. في السنوات الأخيرة، ركز على تصنيف مشاكل العد الحسابي، وخاصة عد تماثلات الرسم البياني، وحساب مشاكل حل القيود، ومشكلات هولانت المتعلقة بالخوارزميات الثلاثية الأبعاد.

## النشأة
ولد تشاي في شنغهاي، الصين. درس الرياضيات في جامعة فودان وتخرج منها عام 1981. حصل على درجة الماجستير من جامعة تمبل عام 1983، ودرجة الماجستير الثانية من جامعة كورنيل عام 1985. حصل على درجة الدكتوراه من جامعة كورنيل أيضا في عام 1986، تحت اشراف جوريس هارتمانيس.

## السيرة ألاكاديمية
أصبح عضو هيئة تدريس في جامعة ييل (1986-1989)، وجامعة برينستون (1989-1993)، وجامعة بافالو في نيويورك (1993-2000)، وترقى من أستاذ مساعد إلى أستاذ عام 1996. أصبح أستاذًا لعلوم الكمبيوتر في جامعة ويسكونسن ماديسون في عام 2000. 

## الجوائز
حاز تشاي على جائزة الباحث الشاب الرئاسية، وحصل علىزمالة سلون، وزمالة غوغنهايم. حصل أيضا على ميدالية مورنينغسايد الفضية، وجائزة هومبولت للأبحاث لكبار العلماء الأمريكيين. تم انتخابه زميلًا في جمعية الات الحوسبة في عام 2001، وزميل الجمعية الأمريكية لتقدم العلوم في العام 2007، وعضوًا أجنبيًا في اكاديمية اوروبيافي العام 2017.  حصل بشكل مشترك على جائزة جودل في عام 2021، وهي جائزة في علوم الكمبيوتر النظرية لعمله في البحث المعنون: تعقيد حساب سي اس بي مع الأوزان المعقدة.  حصل أيضًا على جائزة فولكرسون في الرياضيات المنفصلة التي تمنحها الجمعية الأمريكية للرياضيات وجمعية البرمجة الرياضية.